# Enemy
Enemy — це сингл хард-рок-гурту Drowning Pool. Це — другий трек із їхнього третього студійного альбому Full Circle. Пісня була написана вокалістом Раяном Мак-Комбзом про наклепи на нього, вчинені його попереднім гуртом SOil, коли він покинув їх, щоб проводити більше часу із сім'єю, маючи намір взагалі покинути музичну кар'єру, чого, втім, не сталося — перерва в його музичній творчості тривала недовго. Мак-Комбз про текст Enemy висловився так:

| «Пісня зображує, як це — бути кращою людиною, незважаючи на той біль, який це тобі приносить… наклепи, які появилися після того, як я змінив гурт — просто зводили мене з розуму.»[1] Оригінальний текст (англ.) «The song represents being the better man despite the pain it brings you… the mudslinging that followed when I changed bands blew my mind.» |

## Відеокліп
На цю пісню було створено аж два відеокліпи. У першому — анімовані версії учасників гурту виконують цю пісню, а в другому — у відеоряді чергуються аніме-версія із концертними виступами.

## Список треків
| #  | Назва   | Тривалість |
| -- | ------- | ---------- |
| 1. | «Enemy» | 3:26       |

## Учасники
- Раян Мак-Комбз — вокал
- Сі-Джей Пірс — гітара
- Майк Льюс — ударні
- Стіві Бентон — баси